# Mike Posner
Michael Robert Henrion "Mike" Posner (1988. február 12. –) amerikai énekes, dalszövegíró és producer. Debütáló albuma 2010. augusztus 10-én jelent meg 31 Minutes to Takeoff címmel.

## Karrier
2010-ben a Cooler Than Me című zeneszámával lett világhírű. Második ismertebb dala a Bow Chicka Wow Wow, mely 2011-ben került kiadásra. 2016-ban megjelent At Night, Alone. című albumán hallható következő slágere, az I Took A Pill In Ibiza.

## Lemezei

### Albumok
- 31 Minutes to Takeoff (2010)
- At Night, Alone. (2016)
- A Real Good Kid (2019)

### Középlemezek
- Cooler than Me (2010)
- The Truth (2015)

### Kislemezek
- Cooler than Me (2010)
- Please Don't Go (2010)
- Bow Chicka Wow Wow (közreműködik Lil Wayne) (2011)
- Looks Like Sex (2011)
- The Way It Used to Be (2013)
- I Took a Pill in Ibiza (Seeb Remix) (2015)
- Be As You Are (2016)

## Fordítás
Ez a szócikk részben vagy egészben  a   Mike Posner című angol Wikipédia-szócikk fordításán alapul.  Az eredeti cikk szerkesztőit annak laptörténete sorolja fel. Ez a jelzés csupán a megfogalmazás eredetét és a szerzői jogokat jelzi, nem szolgál a cikkben szereplő információk forrásmegjelöléseként.

## További információ
- Hivatalos oldal
- Mike Posner a Facebookon
- Mike Posner a PORT.hu-n (magyarul)
- Mike Posner az Internet Movie Database-ben (angolul)
- Mike Posner a Rotten Tomatoeson (angolul)